# 188-ма резервна гірсько-піхотна дивізія (Третій Рейх)
188-ма резервна гірсько-піхотна дивізія (Третій Рейх) (нім. 188. Reserve-Gebirgs-Division) — гірсько-піхотна дивізія Вермахту за часів Другої світової війни. У березні 1944 переформована на 188-му гірсько-піхотну дивізію.

## Історія
188-ма резервна гірсько-піхотна дивізія була сформована 20 жовтня 1943 в Інсбрукі у 18-му військовому окрузі (нім. Wehrkreis XVIII) на базі дивізії № 188.

## Райони бойових дій
- Італія та Словенія (жовтень 1943 — березень 1944).

## Командування

### Командири
- генерал-лейтенант Ганс фон Гесслін (нім. Hans von Hößlin) (20 жовтня 1943 — 1 березня 1944).